# Kleio Valentien

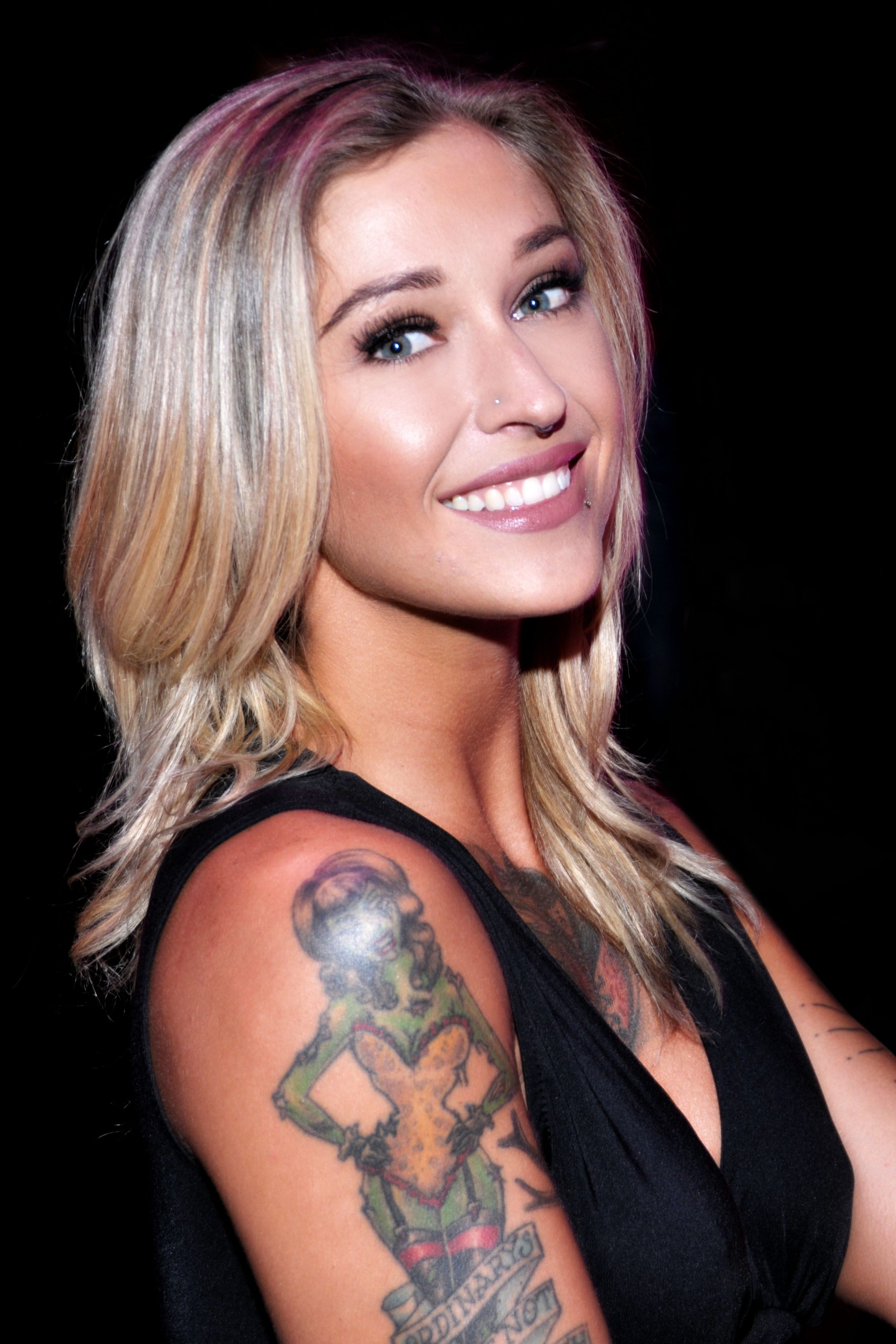
Kleio Valentien bei den XRCO Awards 2016

Kleio Valentien (* 15. Januar 1986 in Austin, Texas) ist eine US-amerikanische Pornodarstellerin.

## Leben
Valentien wuchs in Texas in einer kleinen Stadt auf einem Bauernhof auf und wurde zu Hause unterrichtet. Vor ihrer Karriere als Pornodarstellerin arbeitete sie als Veterinärtechnikerin und Barkeeperin.
Valentien begann in Austin für eine Kunstklasse als Aktmodell zu arbeiten. Zum Einstieg in die Pornobranche inspirierten sie nach eigener Aussage die Pornos von Joanna Angel. Im Jahr 2009 erschien ihr Pornodebüt für Burning Angel und GodsGirls. Ihre erste Szene war ein Dreier mit Mr. Pete und Alec Knight.
Von 2009 bis 2013 drehte sie ausschließlich Filme für das Studio Burning Angel Entertainment mit der Regisseurin Joanna Angel, die dem Genre Alt porn zugeordnet werden können. Im Jahr 2013 drehte Valentien dann erstmals eine Szene mit Jonni Darkko für den Film Facial Overload 3, einem POV-Film des Studios Evil Angel. Neben weiteren Filmen für Burning Angel Entertainment drehte sie dann auch Filme für die Studios Vivid Entertainment Group, Naughty America, Evil Angel, Wicked Pictures, Elegant Angel, Brazzers, Spizoo, Addicted 2 Girls, Digital Playground, Digital Sin, Airerose Entertainment, Zero Tolerance, Devil's Films, New Sensations und Third Degree Films.
Valentien ist stark tätowiert. Sie begann sich tätowieren zu lassen, als sie 18 Jahre alt war. Drei Jahre lang lebte sie in New York City, bevor sie 2015 nach Los Angeles zog.
Valentien ist für ihre Darstellungen in Filmen des Genres Ink-Porn bekannt, bei denen Darstellerinnen mit Tätowierungen zu sehen sind. Sie drehte zum Beispiel Szenen für die Filmreihe Inked Angels Teil 4 und 6. Ihren Durchbruch hatte sie mit der Rolle der Harley Quinn in dem Film Batman V. Superman XXX: An Axel Braun Parody von Axel Braun. Diese Rolle spielte sie danach auch in dem Film Suicide Squad XXX: An Axel Braun Parody und wurde zum zweiten Mal für ihre schauspielerische Leistung bei den AVN Awards ausgezeichnet.

## Auszeichnungen
- 2015: NightMoves Award – Best Ink (Editor’s Choice)
- 2016: AVN Award – Best Supporting Actress (in Batman V. Superman XXX: An Axel Braun Parody)[5]
- 2017: AVN Award – Best Actress (in Suicide Squad XXX: An Axel Braun Parody)[6]
- 2017: AVN Award – Best Three-Way Sex Scene – Boy/Boy/Girl (zusammen mit Tommy Pistol und Charles Dera in Suicide Squad XXX: An Axel Braun Parody)[6]
- 2017: Inked Awards – Female Performer of the Year
- 2019: XBIZ Award – Best Sex Scene (Clip Site)[7]
- 2022: NightMoves Award – Miss Congeniality

## Filmografie (Auswahl)
- 2009: P.O.V. Punx 3
- 2010: Bartenders
- 2010: Crushing on Kleio
- 2011: Kung Fu Pussy
- 2012: Baristas
- 2012: Wet Wifebeaters
- 2012: Evil Head
- 2013: The Walking Dead: A Hardcore Parody
- 2014: Captain America XXX: An Axel Braun Parody
- 2014: Big Black Dicks & Tattooed Chicks
- 2014: BBQ Titmasters
- 2014: Inked Angels 4
- 2014: Whore’s Ink 2
- 2014: Roomies
- 2014: American Whore Story (Webserie, 1 Folge)
- 2015: Batman V. Superman XXX: An Axel Braun Parody
- 2015: Ink’d Squirt
- 2015: Axel Braun’s Inked
- 2015: Sex Symbols 2
- 2015: Squirt for Me 3
- 2015: Lock and Load
- 2015 Lex’s Tattooed Vixens
- 2015: Hot Inked Bitches
- 2015: Ronda Arouseme: Grounded and Pounded
- 2016: Red Light
- 2016: Anal Ink
- 2016: Interracial Squirt
- 2016: Inked Angels 6
- 2016: Diary of a Nanny 8
- 2016: This Ain’t Fallout XXX
- 2016–2021: Tonight’s Girlfriend 52, 104
- 2016: Suicide Squad XXX: An Axel Braun Parody
- 2018: Girl Squirt
- 2018: Squirtwoman: Wasteland
- 2018: Ink'd Squirt 2
- 2018: Lesbian Hospital Affairs 2
- 2019: Alexis Texas Roadtrip 1 & 2
- 2019: MILF Affairs 2
- 2019: Tattooed Anal Sluts 3
- 2019: Deepthroat Queens
- 2019: GIRLFUCK 3
- 2019: Alexis Texas Lesbian House Party!
- 2020: Face Fucked 10
- 2020: Fuck Club 4
- 2020: Lesbian Work Ethics
- 2021: Hefty Hooters
- 2021: Hot And Mean 23
- 2021: Shower Pounding
- 2021: Ass Fetish Fun